# 新日本探訪
『新日本探訪』（しんにほんたんぼう）は、1991年4月7日から2000年3月26日までNHK総合テレビで放送されていた紀行番組である。語りはNHKのアナウンサーや俳優などが担当。テーマ音楽は渡辺俊幸が作曲し、パンフルート奏者の岩田英憲が演奏した。

## 放送時間
いずれも日本標準時。別の時間帯での再放送あり。
- 日曜 11:30 - 11:54 （1991年4月7日 - 1993年3月28日）
- 金曜 22:20 - 22:44 （1993年4月9日 - 1994年3月25日）
- 日曜 23:00 - 23:24 （1994年4月10日 - 1995年3月26日） - 1995年3月19日には25分遅れで、3月26日には30分遅れで放送。
- 水曜 22:30 - 22:54 （1995年4月5日 - 1996年3月6日）
- 日曜 23:00 - 23:24 （1996年3月31日 - 1999年3月21日）
- 日曜 08:30 - 08:54 （1999年4月4日 - 2000年3月26日）

## ナレーター
- 森田美由紀（NHKアナウンサー）
- 畠山智之（NHKアナウンサー）
- 桜井洋子（NHKアナウンサー）
- 広瀬修子（当時NHKアナウンサー）
- ほか